# Tramlijn 20 (Rotterdam)
Tramlijn 20 van de Rotterdamse RET verbond het Centraal Station via de Erasmusbrug en station Lombardijen met de wijk Lombardijen.

## Geschiedenis

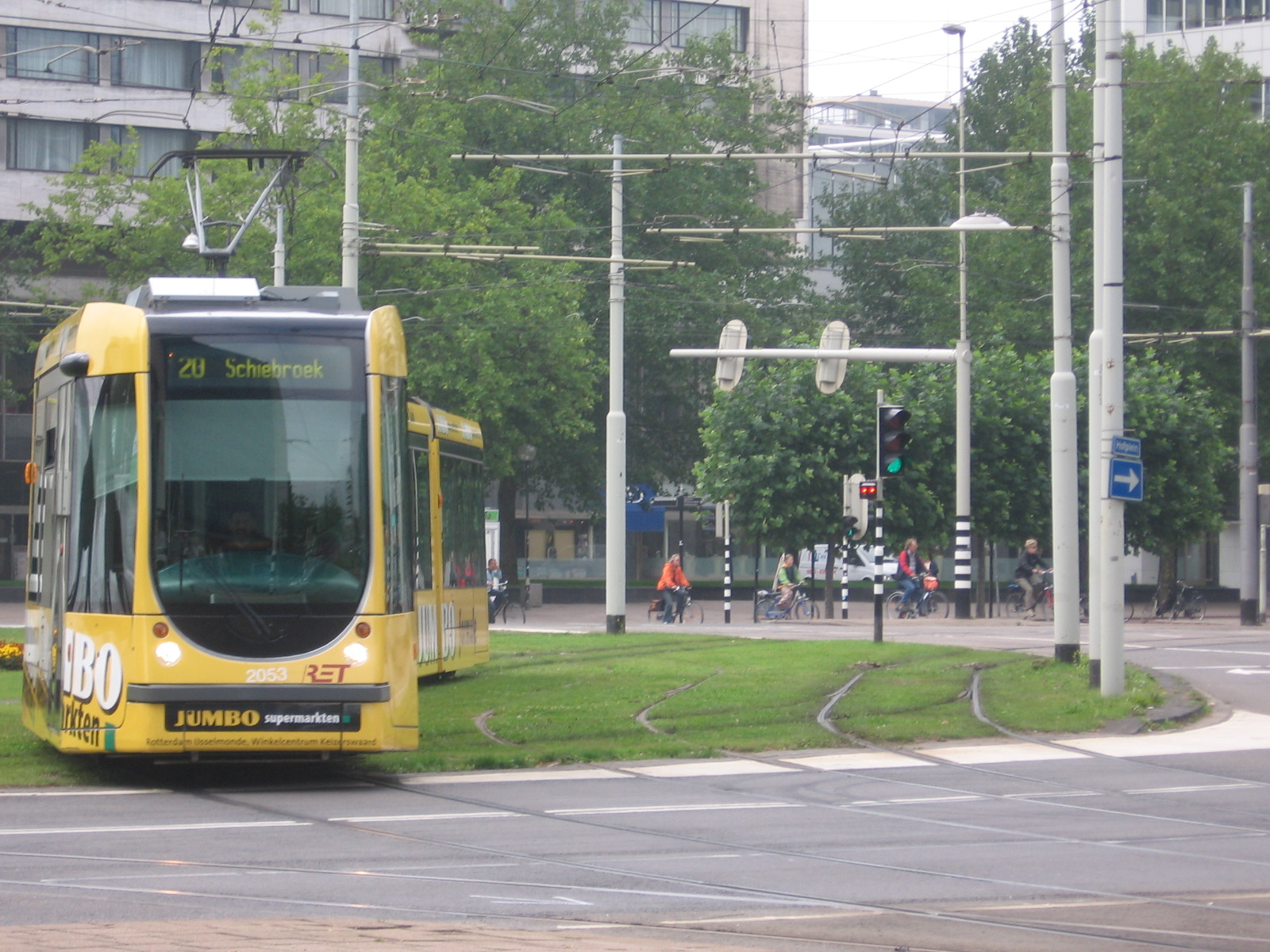
Citadis-tram 2053 op tramlijn 20 richting Schiebroek op het Hofplein

De lijn werd op 9 september 1996 geopend, enkele dagen na de opening van de Erasmusbrug. Aanvankelijk zou het lijn 8 worden, maar het werd lijn 20 omdat men een groter verschil met de gewone lijnen wilden creëren door het geven van een 'hoog' lijnnummer. Hiermee werd dit de eerste tramlijn over de Maas sinds de opening van de metro in 1968. De lijn was van begin af aan druk bezet en reed in de spitsuren om de drie minuten. Door het TramPlus-karakter van het traject dat de tram berijdt, was de snelheidsbeperking die op de trams van de serie 700 begin jaren 80 was doorgevoerd op een aantal 700-en ongedaan gemaakt, waardoor deze 'ontremde' trams met name op de Laan op Zuid een hogere topsnelheid konden behalen.
Tramlijn 20 was de eerste lijn volgens het toen nieuwe TramPlus-concept. In 2000 werd de lijn ter vervanging van lijn 2 doorgetrokken naar Beverwaard om in 2004 bij de komst van lijn 23 daar weer te verdwijnen. Ook ging dat jaar tram 25 rijden, die samen met tram 2 het gehele traject van tram 20 beslaat, en werd er niet meer gereden na 20.00 uur en op zon- en feestdagen niet voor 11.00 uur. Verder reed op lijn 20 in het begin altijd het nieuwste materieel, maar omdat de RET niet voldoende Citadis-trams heeft voor alle TramPluslijnen, rijden er ook Citadis 2-trams op lijn 20.
Per 10 december 2006 werd tramlijn 20 vanaf het Centraal Station verlengd via de route van tramlijn 5 naar Schiebroek. Tramlijn 5 kwam te vervallen. Het lukt de tramlijnen 20 en 25 zelden hun dienstregeling te rijden: het komt zeker in de spits geregeld voor dat meerdere trams vlak achter elkaar rijden om vervolgens lange tijd niet te verschijnen (terwijl dit om de vijf minuten zou moeten zijn).
Sinds 1 oktober 2007 heeft tramlijn 20 een kleine routewijziging ondergaan. Door de ingebruikname van de Vastelandboog, ging lijn 20 nu direct na de Erasmusbrug naar links het Vasteland op. Van daaruit gaat zij via de Eendrachtsweg, het Eendrachtsplein en de Mauritsweg naar het Kruisplein, waar zij haar oorspronkelijke route hervatte.
Per 14 december 2008 werd lijn 20 ingekort tot het traject Lombardijen - CS (en is de frequentie van lijn 25 daarom verhoogd). Komende vanuit Zuid reed lijn 20 de bestaande route tot aan de Van Oldenbarneveldtstraat; hij ging die straat in en aan het eind daarvan linksaf de Coolsingel op. Via de halte Stadhuis en het Hofplein kwam lijn 20 dan bij het Weena weer op zijn oude route richting Zuid. Deze ringlijn in het centrum was nodig, omdat wegens werkzaamheden de lus bij het Centraal Station slechts in bijzondere gevallen gebruikt kon worden.
De ZGT's werden vanaf juli 2011 niet meer ingezet op de lijn, deze zijn vervangen door de Citadis 2.
Sinds 4 januari 2010 is deze ringlijn in het centrum komen te vervallen wegens ten dele afgeronde werkzaamheden. Vanaf de halte Eendrachtsplein rijdt de tram nu weer rechtdoor naar het Kruisplein, waarna de tram vlak voor het Centraal station rechts afslaat langs de Weenatunnel. Daarna gaat deze linksaf de Poortstraat in om zo alsnog bij het Centraal Station te komen.
Per 15 december 2014 werd de route in het centrum opnieuw gewijzigd. Voortaan werd niet meer via het Vasteland en het Eendrachtsplein gereden, maar via Beurs en de Lijnbaan. Verder reed de tramlijn 20 alleen nog in de ochtend- en brede middag spits en niet meer in het weekend en de avond.
Op 9 januari 2023 begon de werkzaamheden aan de Roseknoop en verviel deze lijn tijdelijk. Tussen 2 mei 2023 en 7 juli 2023 was deze lijn tijdelijk weer teruggekeerd als spitsversterker van lijn 2 tussen Maashaven en Beverwaard, omdat lijn 23 vanwege werkzaamheden aan het Varkenoordseviaduct niet op Zuid kon rijden. De lijn keerde vooralsnog niet  terug vanwege personeelstekort. In het Plan Toekomstvast Tramnet dat op 6 januari 2025 werd uitgerold is de lijn definitief opgeheven.

## Eerdere lijnnummers 20
Op 1 november 1929 werd de eerste lijn 20 ingevoerd, met de route Marconiplein - Goudsesingel en later dat jaar aan beide kanten verlengd naar de Spartastraat en de Vlietlaan. In 1934 werd deze lijn opgeheven, maar tien jaar later opnieuw ingevoerd. Later dat jaar viel opnieuw het doek voor lijn 20.
Na de opening van het Stadion Feyenoord verzorgde lijn 20 het vervoer vanuit het centrum. Na de opheffing van de verbinding over de Maasbruggen werden deze ritten verlegd naar het metrostation Maashaven. Deze ritten werden uitgevoerd onder het lijnnummer 20 maar dat nummer werd zelden op de lijnnummerfilm van de trams vermeld. Na enkele jaren werden deze ritten vervangen door bussen. Tegenwoordig wordt stadionvervoer onder lijnnummer 12 uitgevoerd.

## Exploitatie
Lijn 20 reed in de ochtendspits en brede middagspits (vanaf ongeveer 14:30 uur) elke 15 minuten maar niet tijdens de vakantiedienst.

## Materieel
Tramlijn 20 was volledig geschikt voor lagevloertrams en werd geëxploiteerd met de Citadis en Citadis 2, een tram van de bouwer Alstom.